# Vodenjak (Kornat)
Vodenjak je nenaseljeni otočić u hrvatskom dijelu Jadranskog mora.
Njegova površina iznosi 0,081 km². Dužina obalne crte iznosi 1,05 km.

## Vanjske poveznice
|  | Zajednički poslužitelj ima još gradiva o temi Vodenjak (Kornat) |